# Hochbrücke Brunsbüttel
Die Hochbrücke Brunsbüttel ist mit 2831 m die längste Brücke über den Nord-Ostsee-Kanal und gehört damit auch zu den längsten Brücken Deutschlands.
Das Bauwerk ist Bestandteil der Bundesstraße 5 und liegt östlich von Brunsbüttel. Es überspannt in einem Kreuzungswinkel von 58 Grad mit vier Fahrstreifen in einer maximalen Höhe von ungefähr 44 m den Nord-Ostsee-Kanal. Die Rampenneigungen betragen 3,97 % im westlichen Abschnitt und 2,77 % im östlichen Teil. Aufgrund des setzungsempfindlichen Baugrundes waren nur Dämme bis zu einer maximalen Höhe von 7 m möglich und somit die langen Rampenbrücken notwendig. Die lichte Durchfahrtshöhe für Schiffe beträgt bei der Kanalbrücke 42 m. Gebaut wurde der Brückenzug zwischen den Jahren 1979 und 1983.

## Westliche Rampe
Die westliche Rampenbrücke ist eine Spannbetonbalkenbrücke mit einem Überbau, der in Längsrichtung den Durchlaufträger als Bauwerkssystem hat. Die Längskräfte werden von drei Pfeilern in Brückenmitte abgetragen. In Querrichtung besitzt der Überbau einen einzelligen Hohlkastenquerschnitt, mit einer 21,8 m breiten Fahrbahnplatte und einer 7,4 m breiten Bodenplatte. Die auskragende Fahrbahnplatte wird durch schräge Fertigteilstreben im Abstand von 2,0 m unterstützt. Die Konstruktionshöhe beträgt 3,5 m und ist konstant. Die Vorspannung besteht in Längs- und Querrichtung aus internen Spanngliedern. Die Gesamtlänge beträgt für die 19-feldrige Brücke 911,44 m, bei Stützweiten von 33,29 m − 17 × 48,8 m − 48,55 m. Abgeschlossen wird die Brücke durch eine 43,3 m lange Schleppkonstruktion, welche Setzungsdifferenzen von maximal 1,7 m zwischen dem Bauwerk und dem Damm überbrückt. Dehnfugen sind an beiden Widerlagern und über den beiden Trennpfeilern angeordnet, maximal 0,6 m lang können die größten Verschiebungen in Längsrichtung sein.
Die Pfeiler haben einen rechteckigen zweizelligen Hohlquerschnitt mit Außenabmessungen von 6,9 m × 2,5 m und Außenwandstärken von 30 cm. Sie sind zwischen 6,2 m und 38,7 m hoch. Die Gründung erfolgt mit 11,9 m × 7,6 m großen Pfahlkopfplatten, die im Regelfall 2,0 m dick sind und von 29 bis 52 Ortbetonrammpfählen mit 61 cm Durchmesser und 16 bis 22 m Länge getragen werden.
Die Herstellung erfolgte feldweise mit einer 1000 t schweren Vorschubrüstung.

## Östliche Rampe
Die östliche Rampenbrücke entspricht in ihrer Konstruktion der gegenüber liegenden Brücke. Allerdings ist das Bauwerk länger. Es hat 29 Felder mit einer Länge von 1371,25 m und Stützweiten von 48,55 m − 24 × 48,8 m − 40,9 m − 39,6 m − 36,25 m − 34,75 m. Außerdem ist in den letzten fünf Feldern vor dem Widerlager Ost für eine Ausfädelspur die Brückenbreite auf 25,3 m vergrößert und die Bauhöhe auf 2,15 m reduziert. Dieser Abschnitt wurde mit einem Lehrgerüst hergestellt.
Während der Bauausführung wurden am östlichen Brückenzug kalkmilchartige Wasserausscheidungen im Bereich der Längsspannglieder festgestellt. Es wurden daher 653 Spanngliedkopplungen angebohrt und endoskopisch untersucht. Dabei wurden aufgrund unzureichender Füllung der Spannglieder mit Einpressmörtel 138 kleine und 17 große Hohlräume festgestellt. Die Hohlräume wurden nachträglich verfüllt. Die Baukosten der beiden Spannbetonbrücken betrugen 104 Millionen DM.

## Kanalbrücke

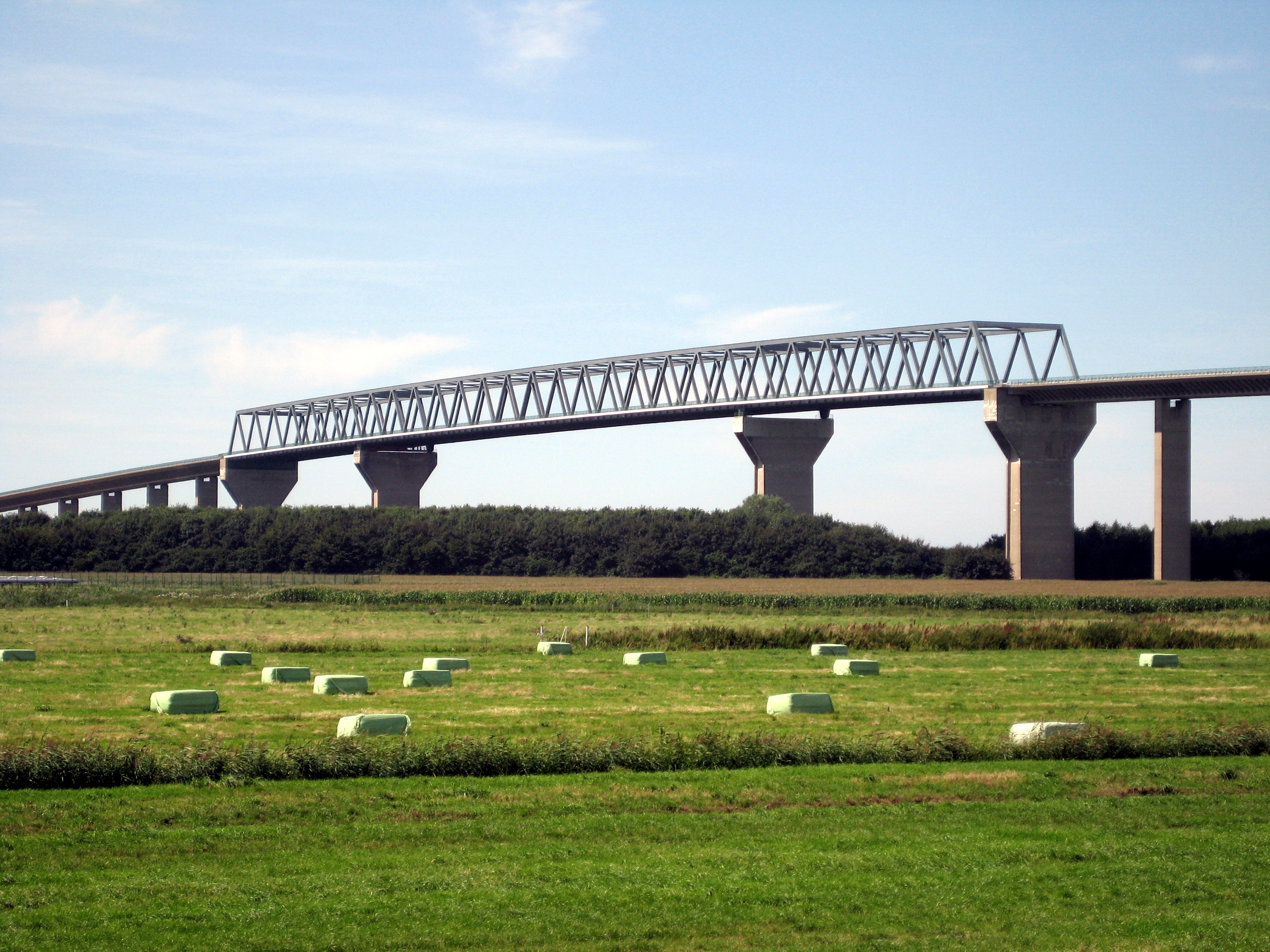
Kanalbrücke

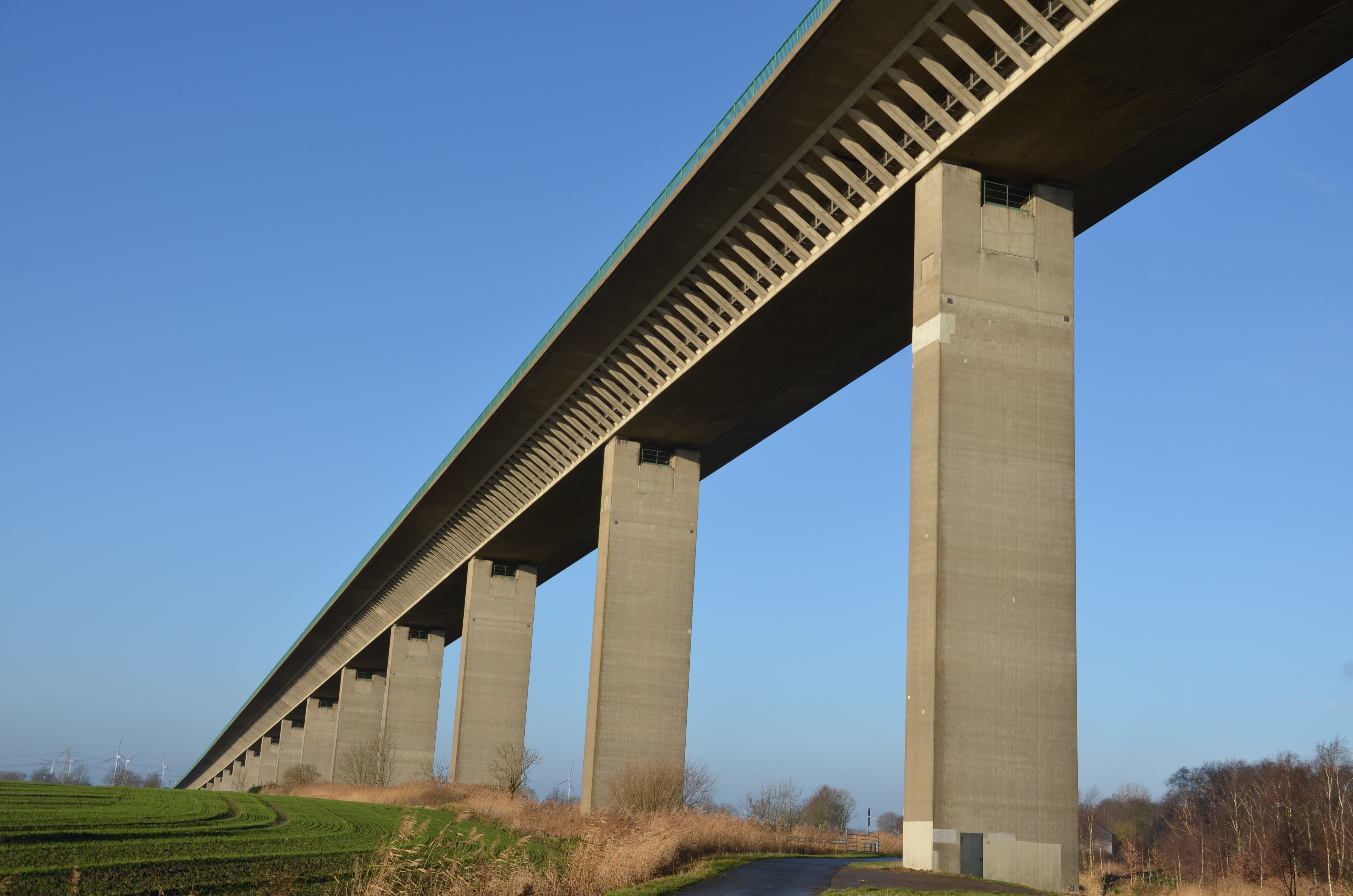
Rampenbrücke in Brunsbüttel

Über dem Kanal ist eine dreifeldrige pfostenlose Strebenfachwerkbrücke aus Stahl mit einer Gesamtstützweite von 461,5 m vorhanden. Die einzelnen Feldweiten betragen 112,15 m − 237,00 m − 112,15 m. In Längsrichtung ist der Durchlaufträger das Bauwerkssystem. Die Konstruktionshöhe beträgt 15,3 m und die Brückenbreite 24,4 m, bei einem Achsabstand der Fachwerkhauptträger von 21,6 m. Gebaut wurde die Konstruktion im Freivorbau.
Die 42 m hohen Kanal- und Trennpfeiler haben einen rechteckigen zweizelligen Hohlquerschnitt mit Außenabmessungen von 12,0 m × 6,0 m am Fuß und Außenwandstärken von 60 cm. In Brückenlängsrichtung verjüngen sich die Schäfte nach oben. In Querrichtung sind sie oben zur Auflagerung der Kanalbrücke auf 24,4 m hammerkopfartig verbreitet. Die Gründung der Trennpfeiler erfolgt mit 17,5 m × 9,7 m großen Pfahlkopfplatten, 2,25 m dick auf Ortbetonrammpfählen mit 61 cm Durchmesser durch 20 m starken wässrigen Kleiboden. Die Kanalpfeiler stehen auf 21,5 m hohen Senkkästen, mit Außenabmessungen von 20,0 m × 21,5 m.

## Baustoffverbrauch
Für die Stahlfachwerkbrücke wurden 5.000 t Baustahl verbaut, bei den Spannbetonbrücken waren es 76.000 m³ Beton sowie 7.500 t Betonstahl und 1.200 t Spannstahl. 1.165 Pfähle mit 20.800 Pfahlmetern wurden eingerammt.